# Зелене (Донецький район)
Зеле́не — село Іловайської міської громади Донецького району Донецької області, Україна.

## Загальні відомості
Відстань до райцентру становить близько 38 км і проходить автошляхом Т 0507.
Землі села межують із Іловайськом та з територією селища Холмисте Макіївської міськради Донецької області.
10 серпня 2014-го БТР Олександра Палія потрапив у засаду і підірвався на міні, загорівся. При спробі вибратися і загасити БТР був застрелений двома пострілами снайпера у спину. Тоді ж загинув вояк «Кривбасу» Сергій Бонцевич та два із «Правого сектора» — Олег Тарасюк й Анатолій Федчишин. Унаслідок російської військової агресії із серпня 2014 р. Зелене перебуває на території ОРДЛО.

## Історія
Зелене (Катеринівка, Нойталь/Neutal; також Цеткінталь, № 9) до 1917 — лютеранське село області Війська Донського, Таганрозький округ Троїцько-Харцизька волост; у радянські часи — Сталінська область, Харцизький (Зуївський)/Макіївський (Дмитріївський) район. Заснований у 1887 році. Засновники з колонії Рібенсдорф. Лютеранський прихід Таганрог—Єйськ. Землі 801 десятин (1915; 19 подвір'їв). Мешканців: 110 (1905), 111 (1915), 113 (1918), 194/185 німців (1926).
7 (20) листопада 1917 року, відповідно до Третього Універсалу Української Центральної Ради, увійшло до складу Української Народної Республіки.

## Населення

### Мова
Розподіл населення за рідною мовою за даними перепису 2001 року:
| Мова            | Кількість | Відсоток |
| --------------- | --------- | -------- |
| російська       | 521       | 90.61%   |
| українська      | 52        | 9.04%    |
| інші/не вказали | 2         | 0.35%    |
| Усього          | 625       | 100%     |

За даними перепису 2001 року населення села становило 575 осіб, із них 9,04 % зазначили рідною мову українську та 90,61 % — російську.